# Лакруа, Себастьен
Себастье́н Лакруа́ (фр. Sébastien Lacroix; род. 20 апреля 1983 года, Сен-Клод) — французский двоеборец, двукратный чемпион мира 2013 года в команде и командном спринте, участник зимних Олимпийских игр 2010 и 2014 годов.
В 2002 и 2003 годах завоевал три медали на юниорских чемпионатах мира.
В Кубке мира Лакруа дебютировал в 2001 году, в марте 2008 года впервые попал в десятку лучших на этапе Кубка мира. Лучшим достижением в общем зачёте Кубка мира для Лакруа является 10-е место в сезоне 2012/13. За карьеру один раз попал на подиум на этапе Кубка мира в личной дисциплине — 1 декабря 2012 года занял третье место в Куусамо. В составе команды 12 раз был призёром этапов Кубка мира, в том числе одержал одну победу 16 декабря 2011 года в Зефельде.
На Олимпийских играх 2010 года в Ванкувере стал 4-м в команде, а также принимал участие в соревнованиях с большого трамплина + 10 км и в соревнованиях с нормального трамплина + 10 км и в обоих случаях стал 19-м.
На Олимпийских играх 2014 года в Сочи вновь стал 4-м в командном первенстве, в личных дисциплинах оба раза не попал в 20-ку лучших.
За свою карьеру участвовал в 4 чемпионатах мира (2009, 2011, 2013, 2015), на чемпионате мира 2013 года в Валь-ди-Фьемме выиграл золото в командных соревнованиях и золото в командном спринте (вместе с Джейсоном Лами-Шаппюи). На чемпионате мира 2015 года завоевал бронзу в командах.
В марте 2015 года выступил на этапе Кубка мира по прыжкам с трамплина, в составе сборной Франции занял 10-е место в командном первенстве.
Завершил карьеру в 2015 году.